# 104-й меридіан східної довготи
104-й меридіан східної довготи — лінія довготи, що лежить на 104 градуси східніше Гринвіцького меридіана. Вона проходить від Північного полюса через Північний Льодовитий океан, Азію, Індійський океан, Південний океан та Антарктиду до Південного полюса.
104-й меридіан східної довготи формує велике коло разом із 76-тим меридіаном західної довготи.

## Список географічних об'єктів, що перетинає 104° сх. д.
Починаючи на Північному полюсі та рухаючись до Південного полюса, 104-й меридіан східної довготи проходить через:
| Координати                                                   | Країна, територія або море | Примітки                                                                                |
| ------------------------------------------------------------ | -------------------------- | --------------------------------------------------------------------------------------- |
| 90°0′ пн. ш. 104°0′ сх. д. / 90.000° пн. ш. 104.000° сх. д.  | Північний Льодовитий океан |                                                                                         |
| 80°11′ пн. ш. 104°0′ сх. д. / 80.183° пн. ш. 104.000° сх. д. | Море Лаптєвих              |                                                                                         |
| 79°7′ пн. ш. 104°0′ сх. д. / 79.117° пн. ш. 104.000° сх. д.  | Росія                      | Північна Земля — проходить через острів Більшовик                                       |
| 78°16′ пн. ш. 104°0′ сх. д. / 78.267° пн. ш. 104.000° сх. д. | Море Лаптєвих              |                                                                                         |
| 77°42′ пн. ш. 104°0′ сх. д. / 77.700° пн. ш. 104.000° сх. д. | Росія                      | Проходить західніше Іркутська                                                           |
| 50°10′ пн. ш. 104°0′ сх. д. / 50.167° пн. ш. 104.000° сх. д. | Монголія                   |                                                                                         |
| 41°48′ пн. ш. 104°0′ сх. д. / 41.800° пн. ш. 104.000° сх. д. | КНР                        | Внутрішня Монголія Ганьсу Внутрішня Монголія Ганьсу Сичуань Юньнань Гуйчжоу Юньнань     |
| 22°31′ пн. ш. 104°0′ сх. д. / 22.517° пн. ш. 104.000° сх. д. | В'єтнам                    |                                                                                         |
| 20°55′ пн. ш. 104°0′ сх. д. / 20.917° пн. ш. 104.000° сх. д. | Лаос                       |                                                                                         |
| 19°24′ пн. ш. 104°0′ сх. д. / 19.400° пн. ш. 104.000° сх. д. | В'єтнам                    |                                                                                         |
| 19°14′ пн. ш. 104°0′ сх. д. / 19.233° пн. ш. 104.000° сх. д. | Лаос                       |                                                                                         |
| 18°18′ пн. ш. 104°0′ сх. д. / 18.300° пн. ш. 104.000° сх. д. | Таїланд                    |                                                                                         |
| 14°21′ пн. ш. 104°0′ сх. д. / 14.350° пн. ш. 104.000° сх. д. | Камбоджа                   |                                                                                         |
| 10°34′ пн. ш. 104°0′ сх. д. / 10.567° пн. ш. 104.000° сх. д. | Сіамська затока            |                                                                                         |
| 10°27′ пн. ш. 104°0′ сх. д. / 10.450° пн. ш. 104.000° сх. д. | В'єтнам                    | Проходить через острів Фукуок                                                           |
| 10°2′ пн. ш. 104°0′ сх. д. / 10.033° пн. ш. 104.000° сх. д.  | Сіамська затока            |                                                                                         |
| 7°56′ пн. ш. 104°0′ сх. д. / 7.933° пн. ш. 104.000° сх. д.   | Південнокитайське море     | Проходить західніше острова Тіоман[en], Малайзія Проходить західніше острова Тінггі[en] |
| 2°10′ пн. ш. 104°0′ сх. д. / 2.167° пн. ш. 104.000° сх. д.   | Малайзія                   |                                                                                         |
| 1°23′ пн. ш. 104°0′ сх. д. / 1.383° пн. ш. 104.000° сх. д.   | Сінгапур                   | Проходить через Міжнародний аеропорт Чангі                                              |
| 1°19′ пн. ш. 104°0′ сх. д. / 1.317° пн. ш. 104.000° сх. д.   | Сінгапурська протока       |                                                                                         |
| 1°8′ пн. ш. 104°0′ сх. д. / 1.133° пн. ш. 104.000° сх. д.    | Індонезія                  | Проходить через острів Батам                                                            |
| 1°1′ пн. ш. 104°0′ сх. д. / 1.017° пн. ш. 104.000° сх. д.    | Південнокитайське море     |                                                                                         |
| 1°0′ пд. ш. 104°0′ сх. д. / 1.000° пд. ш. 104.000° сх. д.    | Індонезія                  | Проходить через острів Суматра                                                          |
| 5°19′ пд. ш. 104°0′ сх. д. / 5.317° пд. ш. 104.000° сх. д.   | Індійський океан           |                                                                                         |
| 60°0′ пд. ш. 104°0′ сх. д. / 60.000° пд. ш. 104.000° сх. д.  | Південний океан            |                                                                                         |
| 65°50′ пд. ш. 104°0′ сх. д. / 65.833° пд. ш. 104.000° сх. д. | Антарктида                 | Проходить через Австралійську антарктичну територію (претендує Австралія)               |